# Современное фэнтези
Современное фэнтези — поджанр фэнтези, действие которого происходит в современное время. Он популярен своим поджанром — городское фэнтези.
Строго говоря, можно сказать, что сверхъестественная фантастика является частью современного фэнтези, поскольку она имеет элементы фэнтези и разворачивается в современной обстановке. Однако на практике сверхъестественная фантастика сама по себе является устоявшимся жанром со своими отличительными условностями.

## Описание
Эти термины используются для описания историй, происходящих в предполагаемом реальном мире в современное время, в котором магия и магические существа существуют, но обычно не рассматриваются или не понимаются как таковые, либо живущие в пустотах нашего мира, либо приходят из альтернативных миров. Таким образом, это имеет много общего, а иногда и пересекается с тайной историей; произведение фэнтези, в котором магия не может оставаться тайным или не имеет какого-либо известного отношения к известной истории, не впишется бы в этот поджанр.
Романы, в которых современные персонажи путешествуют в альтернативные миры, и все магические действия происходят там (за исключением портала, необходимого для их телепортации), не считаются современным фэнтези. Таким образом, роман Клайва Льюиса «Лев, колдунья и платяной шкаф», где все фантастические события происходят в Нарнии, до которой можно добраться через волшебный шкаф, не будет считаться современным фэнтези; с другой стороны, часть романа «Племянник чародея», где императрица Джадис попадает в Лондон, пытается захватить Землю и сталкивается с полицией и толпой петухов, будет квалифицироваться как современное фэнтези.
Современное фэнтези, как правило, отличается от жанра ужасов, которая также часто имеет современные декорации и фантастические элементы, общим тоном, подчеркивающим радость или удивление, а не страх или страх.
В своем предисловии к «That Hideous Strength», одной из ранних работ, входящих в этот поджанр, Клайв Льюис объяснил, почему, написав рассказ о «волшебниках, дьяволах, пантомименных животных и планетарных ангелах», он решил начать её с подробного изображения узколобой академической политики в провинциальном английском университете и схем кривых застройщиков: «Я следую традиционной сказке. Мы не всегда замечаем его метод, потому что коттеджи, замки, лесорубы и мелкие короли, с которых начинается сказка, стали для нас такими же отдаленными, как ведьмы и огры, к которым он идёт. Но они совсем не были далеки от людей, которые впервые создали и наслаждались сказками». То же самое относится и ко многим более поздним работам в жанре, которые часто начинаются с, казалось бы, нормальной сцены современной повседневной жизни, а затем раскрывают сверхъестественных и магических существ и события, скрытые за кулисами.

## Поджанры
Современные фэнтези часто касается мест, дорогих их авторам, полны местного колорита и атмосферы и пытаются придать ощущение магии этим местам, особенно когда поджанр пересекается с мифической фантастикой.
Когда история происходит в городе, работу часто называют городским фэнтези.
Современное фэнтези и низкое фэнтези могут пересекаться, действие обоих происходит в реальном мире. Однако есть различия. Действие низкого фэнтези разворачивается в реальном мире, но не обязательно в современную эпоху, и в этом случае он не был бы современным фэнтези. Действие современного фэнтези разворачивается в реальном мире, но также может включать различные фэнтезийные декорации, такие как серия книг о Гарри Поттере, и в этом случае он будут высоким а не низким фэнтези.

## Примеры

### XIX век и начало XX века
- Сатанинская бутылка
- серия книг о Мэри Поппинс
- Мастер и Маргарита
- Пак с Холмов
- Удивительное путешествие Нильса Хольгерссона с дикими гусями по Швеции
- Чудесное посещение
- Человек, который умел творить чудеса

### Конец XX века и начало XXI века
- Блич
- Kara no Kyoukai
- Маленький, большой
- серия романов «Сумерки»
- Зачарованные
- Хеллсинг
- Сверхъестественное
- Дневники вампира
- Monogatari
- Ночной Дозор
- Токийский гуль